# Ramal (metro van Madrid)
Ramal (zijtak) is een metrolijn in de Spaanse hoofdstad Madrid die op de plattegronden en dienstregelingen onder de letter R wordt aangegeven.
De lijn is slechts 1100 meter lang en is in 1925 gebouwd om het Estacion del Norte te verbinden met de binnenstad. De pendeldienst verbindt de lijnen 2 en 5 met de lijnen 6 en 10 en het spoorwegstation voor de treinen naar het noordwesten van Spanje. 

## Stations
| Station      | Overstappunt | Foto * | Type                | Geopend          | Ligging                      | Stadsdeel       |
| ------------ | ------------ | ------ | ------------------- | ---------------- | ---------------------------- | --------------- |
| Ópera        | 02 05        | 1420 ! | enkelgewelfdstation | 21 oktober 1925  | 40° 25′ 4″ NB, 3° 42′ 36″ WL | Centro          |
| Príncipe Pío | 06 10        | 2205 ! | kuip                | 27 december 1925 | 40° 25′ 17″ NB, 3° 43′ 8″ WL | Moncloa-Aravaca |

* De sorteerwaarde van de foto is de ligging langs de lijn